# David Gascoyne
David Gascoyne, född 10 oktober 1916 i Harrow i nordvästra London, död 25 november 2001 i Newport på Isle of Wight, var en brittisk poet förknippad med den surrealistiska rörelsen.
David Gascoyne var en av de främste representanten i Storbritannien för den på 1930-talet framträdande surrealismen, som fick ett organ i den 1936 grundade tidskriften Contemporary Poetry and Prose, där Gascoyne var en flitig medarbetare. Han presenterade även rörelsen för en engelsk publik i Short survey of surrealism. Gascoyne tog starkt intryck från franska surrealister och översatte Friedrich Hölderlin till engelska. Han dikter, av vilka The symptomatic world räknas som den märkligaste, finns samlade i Poems 1937–42.

## På svenska
- Tankens doft (i tolkning av Lars-Inge Nilsson m.fl.) (Ellerström, 1988)